# Ponto de Apoio Naval de Portimão

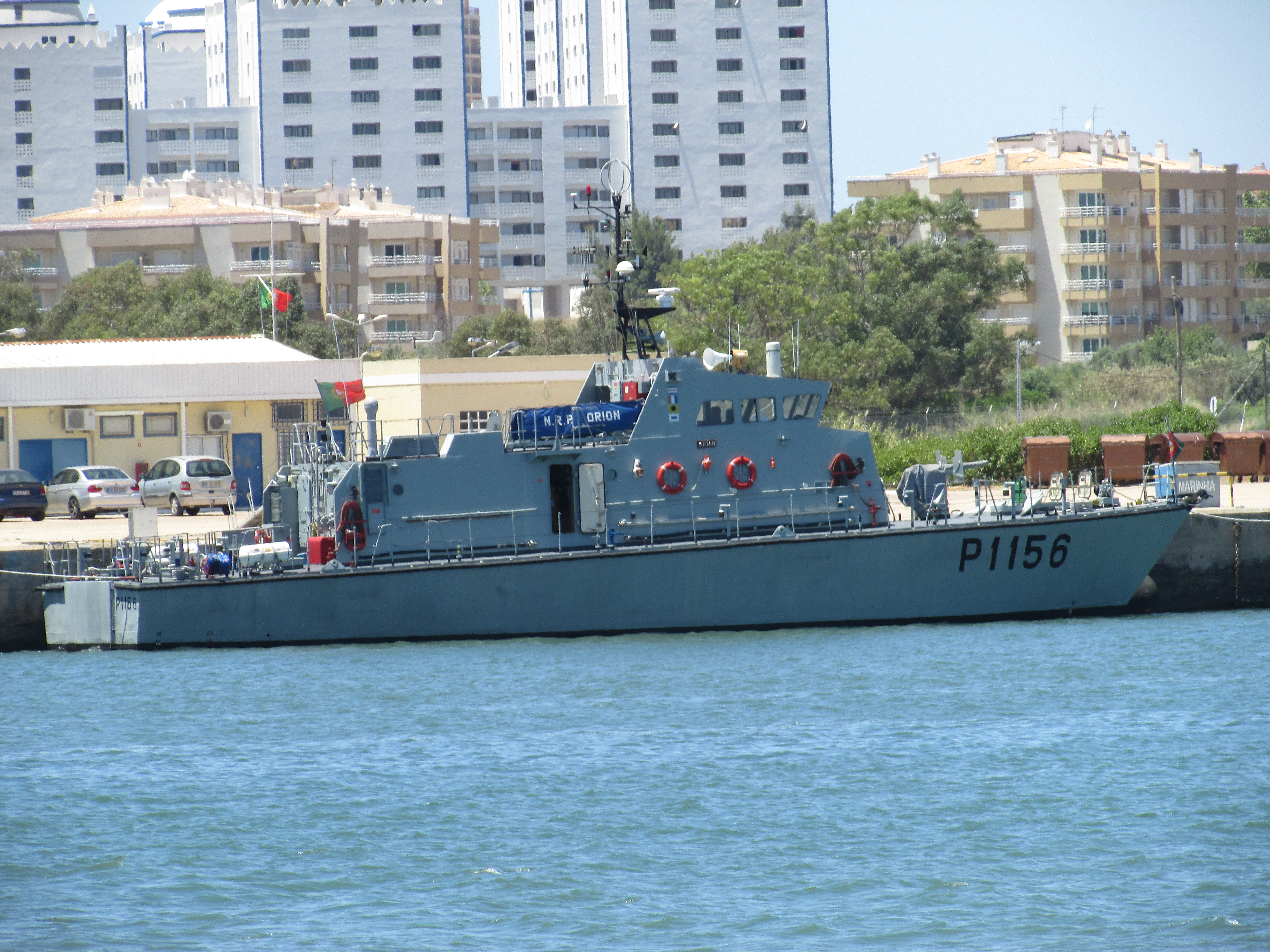
NRP Oríon no Ponto de Apoio Naval de Portimão.

O Ponto de Apoio Naval de Portimão constitui uma pequena base naval da Marinha Portuguesa, localizada em Portimão. A base situa-se na margem do rio Arade, ao lado do Porto de Portimão. Encontra-se na dependência do Comando da Zona Marítima do Sul (CZMS). Tem como principal função apoiar as unidades da Marinha  em missão na costa algarvia. 
O Ponto de Apoio Naval de Portimão surgiu em 1982, na sequência da atribuição à Marinha Portuguesa um cais de 150 metros, numa frente marítima de 300 metros, sendo mais tarde associadas duas parcelas de terreno, ficando assim a base com uma área de 6 hectares. A base possui painéis solares, paiol, heliporto, refeitório e alojamentos, oferecendo uma capacidade para fornecer alojamento para 34 militares (2 oficiais, 2 sargentos e 30 praças).

## Funções
- Apoiar embarcações em missão na Zona Marítima do Sul (costa do Algarve);
- Apoiar embarcações nacionais e estrangeiras autorizadas utilizar este cais;
- Prestar apoio a outros ramos das Forças Armadas e forças de segurança (Polícia Marítima, GNR, PSP, PJ, SEF e ASAE);
- Operar equipamentos de combate à poluição;
- Operar o heliporto e realizar a sua manutenção para receber helicópteros.

## Instalações
- Cota de operação para 8 embarcações até 8 metros em simultâneo;
- Cais flutuante de 20 metros;
- Grua giratória com capacidade até 618kg;
- Sistema de videovigilância interno;
- Parque de óleos usados (200 litros);
- Parque para embarcações apreendidas;
- Heliporto.
- Cinco edifícios

## Embarcações atribuídas
O Ponto de Apoio Naval de Portimão não tem embarcações permanentemente atribuídas, mas está ali permanentemente baseada, pelo menos uma lancha de fiscalização das classes Argos ou Centauro da Marinha Portuguesa, sendo algumas vezes reforçada com as corvetas João Roby ou António Enes. Durante o início de 2023, o Ponto de Apoio Naval de Portimão, teve baseadas em permanência quatro lanchas de fiscalização e um helicóptero Super Lynx, para apoiarem na deteção e apreensão de lanchas rápidas utilizadas por narcotraficantes para o transporte de drogas vindas do Norte de África.